# Blato, Korčula
Blato je največje naselje in občina s 3300 prebivalci (2021) na otoku Korčula, ki leži na zahodnem delu otoka,
oddaljeno okoli 4 km od obale ob cesti Korčula - Vela Luka.

## Zgodovina
Lokacija, na kateri se nahaja današnje mesto, je bilo naseljeno že v rimski dobi, kar dokazujejo arheološka izkopavanja, pri katerih so odkrili ostanke rimskega posestva Junianum. V mestu je ohranjen renesančno - baročni grad z obrambnim stolpom družine Arnerić. Stolp so po obnovi namenili mestnemu muzeju. Ohranjenih je tudi več cerkva. Najstarejša med njimi je srednjeveška župnijska cerkev s tremi ladjami.
V okolici mesta se nahaja več ohranjenih srednjeveških cerkvic:  cerkev sv. Marije u Polju, prvič omenjena 1338, sv. Martina (1346) in sv. Mihovila tudi iz leta 1346.
Med drugo svetovno vojno je bil konec leta 1943 v naselju nastanjen 1. bataljon 1. prekomorske brigade.

## Dogodki
Vsako leto se 23. aprila, v počastitev zmage - osvoboditve mesta, odvijajo srednjeveške viteške igre imenovane Kumpanjija. Vsi udeleženci so oblečeni v stare slikovite narodne noše.

## Demografija
Med vojnama je imela občina še preko 8.000 prebivalcev, 1971 skoraj 6.000, 1991 pa okoli 4.000. Po popisu iz leta 2021 jih ima le še 3322. V občini je le še eno manjše naselje, Potirna s 48 prebivalci.
| Pregled števila prebivalcev po letih | Pregled števila prebivalcev po letih | Pregled števila prebivalcev po letih | Pregled števila prebivalcev po letih | Pregled števila prebivalcev po letih | Pregled števila prebivalcev po letih | Pregled števila prebivalcev po letih | Pregled števila prebivalcev po letih | Pregled števila prebivalcev po letih | Pregled števila prebivalcev po letih | Pregled števila prebivalcev po letih | Pregled števila prebivalcev po letih | Pregled števila prebivalcev po letih | Pregled števila prebivalcev po letih | Pregled števila prebivalcev po letih |      |      |
| ------------------------------------ | ------------------------------------ | ------------------------------------ | ------------------------------------ | ------------------------------------ | ------------------------------------ | ------------------------------------ | ------------------------------------ | ------------------------------------ | ------------------------------------ | ------------------------------------ | ------------------------------------ | ------------------------------------ | ------------------------------------ | ------------------------------------ | ---- | ---- |
| 1857                                 | 1869                                 | 1880                                 | 1890                                 | 1900                                 | 1910                                 | 1921                                 | 1931                                 | 1948                                 | 1953                                 | 1961                                 | 1971                                 | 1981                                 | 1991                                 | 2001                                 | 2011 | 2021 |
| 3450                                 | 4928                                 | 4035                                 | 4981                                 | 5781                                 | 7107                                 | 8050                                 | 8073                                 | 5604                                 | 5676                                 | 5148                                 | 5912                                 | 3861                                 | 4093                                 | 3659                                 | 3593 | 3322 |